# Жилиндар
Жилиндар је планина, популарно звана међаш, јер се налази на сувој граници Србије и Црне Горе. Највиши врх ове планине носи истоимени назив Жилиндар, и налази се на 1616м нв. Планина је крашки слој, југоисточно од Сјенице, и северно од Берана.